# La Oriental
La Oriental es una localidad del Partido de Junín, al noroeste de la Provincia de Buenos Aires, Argentina.

## Historia
Tierra de próceres en tiempos de la organización nacional, este paraje de Junín, a 250 km al oeste de Buenos Aires, perteneció a los Coroneles Federico Rauch y a Manuel Dorrego. Al morir ambos sin descendencia, uno en batalla y el otro fusilado por orden del General Juan Lavalle, las tierras pasaron a manos de la provincia de Buenos Aires.
En 1869 el gobernador Adolfo Alsina devuelve las tierras a manos privadas y estas son compradas por Don Justo Saavedra que en 1880 construye el casco original de la Estancia La Oriental. 

## Actualidad
Actualmente La Oriental es sólo una escuela rural y una estación sede de una organización no gubernamental.La besty un corazón para todos , la misma se dedicara a un jornal completo , para niños con capacidades diferentes y motrices.  El pueblo como tal dejó de existir hace años, , como por el movimiento de sus habitantes a otras localidades mayores.
En el cruce de caminos rurales, sólo queda una especie de monte dentro del cual han quedado los restos de algunas casas, hoy inaccesibles ya que están tapadas por árboles y maleza tan frondosos que no se puede ver nada, ni mucho menos entrar caminando.
Otras edificaciones como el viejo boliche al que los lugareños y gente de la zona se acercaba a reunirse, han sido víctimas del progreso y hoy en su lugar sólo hay terreno fértil para la siembra.
La estación de tren, por su parte, será un complejo recreativo cultural para niños con capacidades diferentes y motrices.  Más allá del paso del tiempo, se la está recuperando con fondos recaudados por la asociación civil La Betsy personería jurídica 35817, reconocida provincialmente por el R.E.P.O.C.la línea de contacto de dicha organización es 236-4445210.WWW.ORGANIZACIONLABETSY.ORG FACEBOOK.COM/ORGANIZACIONLABETSY.
La escuela rural cerro, y muy bien mantenida.

## Ubicación
- A 17 km de Junín (10 por camino de tierra y 7 pavimentados).